# Локалита Монтања
Локалита Монтања је насеље у Италији у округу Агриђенто, региону Сицилија.
Према процени из 2011. у насељу је живело 64 становника. Насеље се налази на надморској висини од 212 м.